# Anastasiya Potápova
Anastasiya Potápova (también escrito Anastasía Potápova; en ruso: Анастасия Потапова; Saratov, 30 de marzo de 2001) es una jugadora de tenis rusa. Potápova es una ex junior, N.º 1, así como la campeona junior del Campeonato de Wimbledon 2016, donde derrotó a la ucraniana Dayana Yastremska en la final.
Potápova debutó en un torneo de Grand Slam cuando recibió un wild card para el cuadro de clasificación del Campeonato de Wimbledon 2017, derrotando a Elizaveta Kulichkova para calificarse para el cuadro principal.
En el 2018 disputó la primera final WTA entre dos jugadoras menores de 18 años. Perdiendo en tres sets ante la serbia Olga Danilović.

## Torneos individuales por año

#### 2025
| N.º | Fecha                 | Torneo               | Categoría  | Superficie | Ronda | Oponente                 |
| --- | --------------------- | -------------------- | ---------- | ---------- | ----- | ------------------------ |
| 1   | 2 de enero de 2025    | Brisbane             | WTA 500    | Dura       | OF    | Kimberly Birrell         |
| 2   | 15 de enero de 2025   | Abierto de Australia | Grand Slam | Dura       | 2R    | Anastasía Pavliuchénkova |
| 3   | 31 de enero de 2025   | Linz                 | WTA 250    | Dura       | CF    | Karolína Muchová         |
| 4   | 9 de febrero de 2025  | Cluj-Napoca          | WTA 250    | Dura       | G     | Lucia Bronzetti          |
| 5   | 18 de febrero de 2025 | Dubái                | WTA 1000   | Dura       | R32   | Dayana Yastremska        |

#### 2024
| N.º | Fecha                    | Torneo                    | Categoría  | Superficie    | Ronda | Oponente                |
| --- | ------------------------ | ------------------------- | ---------- | ------------- | ----- | ----------------------- |
| 1   | 5 de enero de 2024       | Brisbane                  | WTA 500    | Dura          | CF    | Yelena Rybákina         |
| 2   | 15 de enero de 2024      | Abierto de Australia      | Grand Slam | Dura          | 1R    | Kaja Juvan              |
| 3   | 2 de febrero de 2024     | Linz                      | WTA 250    | Dura          | CF    | Yekaterina Aleksándrova |
| 4   | 13 de febrero de 2024    | Doha                      | WTA 1000   | Dura          | R32   | Karolína Plíšková       |
| 5   | 21 de febrero de 2024    | Dubái                     | WTA 1000   | Dura          | OF    | Zheng Qinwen            |
| 6   | 14 de marzo de 2024      | Indian Wells              | WTA 1000   | Dura          | CF    | Marta Kostiuk           |
| 7   | 23 de marzo de 2024      | Miami                     | WTA 1000   | Dura          | R64   | Danielle Collins        |
| 8   | 18 de abril de 2024      | Stuttgart                 | WTA 500    | Tierra batida | OF    | Markéta Vondroušová     |
| 9   | 25 de abril de 2024      | Madrid                    | WTA 1000   | Tierra batida | R64   | Leylah Fernandez        |
| 10  | 10 de mayo de 2024       | Roma                      | WTA 1000   | Tierra batida | R64   | Jeļena Ostapenko        |
| 11  | 19 de mayo de 2024       | Estrasburgo               | WTA 250    | Tierra batida | R32   | Leylah Fernandez        |
| 12  | 2 de junio de 2024       | Roland Garros             | Grand Slam | Tierra batida | 4R    | Iga Świątek             |
| 13  | 22 de junio de 2024      | Birmingham                | WTA 250    | Hierba        | SF    | Ajla Tomljanović        |
| 14  | 24 de junio de 2024      | Eastbourne                | WTA 500    | Hierba        | R32   | Yue Yuan                |
| 15  | 2 de julio de 2024       | Wimbledon                 | Grand Slam | Hierba        | 1R    | Bernarda Pera           |
| 16  | 30 de julio de 2024      | Washington                | WTA 500    | Dura          | R32   | Taylor Townsend         |
| 17  | 6 de agosto de 2024      | Canadá                    | WTA 1000   | Dura          | R64   | Magdalena Fręch         |
| 18  | 16 de agosto de 2024     | Cincinnati                | WTA 1000   | Dura          | R32   | Jasmine Paolini         |
| 19  | 23 de agosto de 2024     | Cleveland                 | WTA 250    | Dura          | SF    | McCartney Kessler       |
| 20  | 31 de agosto de 2024     | Abierto de Estados Unidos | Grand Slam | Dura          | 3R    | Karolína Muchová        |
| 21  | 27 de septiembre de 2024 | Pekín                     | WTA 1000   | Dura          | R64   | Greet Minnen            |
| 22  | 9 de octubre de 2024     | Wuhan                     | WTA 1000   | Dura          | R32   | Jessica Pegula          |

## Torneos de dobles por año

#### 2025
| N.º | Fecha                 | Compañera            | Torneo               | Categoría  | Superficie | Ronda |
| --- | --------------------- | -------------------- | -------------------- | ---------- | ---------- | ----- |
| 1   | 5 de enero de 2025    | Veronika Kudermétova | Brisbane             | WTA 500    | Dura       | OF    |
| 2   | 14 de enero de 2025   | Olga Danilović       | Abierto de Australia | Grand Slam | Dura       | 1R    |
| 3   | 30 de enero de 2025   | Yana Sízikova        | Linz                 | WTA 250    | Dura       | CF    |
| 4   | 17 de febrero de 2025 | Yana Sízikova        | Dubái                | WTA 1000   | Dura       | R32   |

#### 2024
| N.º | Fecha                    | Compañera                | Torneo                    | Categoría  | Superficie    | Ronda |
| --- | ------------------------ | ------------------------ | ------------------------- | ---------- | ------------- | ----- |
| 1   | 5 de enero de 2024       | Yana Sízikova            | Brisbane                  | WTA 500    | Dura          | CF    |
| 2   | 16 de enero de 2024      | Yana Sízikova            | Abierto de Australia      | Grand Slam | Dura          | 1R    |
| 3   | 14 de febrero de 2024    | Vera Zvonariova          | Doha                      | WTA 1000   | Dura          | OF    |
| 4   | 19 de febrero de 2024    | Vera Zvonariova          | Dubái                     | WTA 1000   | Dura          | R32   |
| 5   | 24 de marzo de 2024      | Veronika Kudermétova     | Miami                     | WTA 1000   | Dura          | R32   |
| 6   | 18 de abril de 2024      | Yana Sízikova            | Stuttgart                 | WTA 500    | Tierra batida | CF    |
| 7   | 3 de mayo de 2024        | Anastasía Pavliuchénkova | Madrid                    | WTA 1000   | Tierra batida | SF    |
| 8   | 3 de junio de 2024       | Yana Sízikova            | Roland Garros             | Grand Slam | Tierra batida | 2R    |
| 9   | 20 de junio de 2024      | Yúliya Putíntseva        | Birmingham                | WTA 250    | Hierba        | CF    |
| 10  | 3 de julio de 2024       | Mirra Andréyeva          | Wimbledon                 | Grand Slam | Hierba        | 1R    |
| 11  | 1 de agosto de 2024      | Yana Sízikova            | Washington                | WTA 500    | Dura          | CF    |
| 12  | 30 de agosto de 2024     | Yana Sízikova            | Abierto de Estados Unidos | Grand Slam | Dura          | 1R    |
| 13  | 28 de septiembre de 2024 | Yúliya Putíntseva        | Pekín                     | WTA 1000   | Dura          | R32   |
| 14  | 16 de octubre de 2024    | Yana Sízikova            | Ningbo                    | WTA 500    | Dura          | OF    |

## Títulos WTA (6; 3+3)

### Individual (3)
| Leyenda                                |
| -------------------------------------- |
| Grand Slam (0)                         |
| Juegos Olímpicos (0)                   |
| WTA Finals (0)                         |
| P. Mandatory & Premier 5, WTA 1000 (0) |
| Premier, WTA 500 (0)                   |
| International, WTA 250 (3)             |

| N.º | Fecha                 | Torneos     | Superficie    | Oponente en la final | Resultado     |
| --- | --------------------- | ----------- | ------------- | -------------------- | ------------- |
| 1.  | 24 de abril de 2022   | Estambul    | Tierra batida | Veronika Kudermétova | 6-3, 6-1      |
| 2.  | 12 de febrero de 2023 | Linz        | Dura (i)      | Petra Martić         | 6-3, 6-1      |
| 3.  | 9 de febrero de 2025  | Cluj-Napoca | Dura (i)      | Lucia Bronzetti      | 4-6, 6-1, 6-2 |

#### Finalista (3)
| No. | Fecha                    | Torneo                | Superficie    | Oponente en la final | Resultado        |
| 1.  | 29 de julio de 2018      | Moscú (International) | Tierra batida | Olga Danilović       | 5-7, 7-6(1), 4-6 |
| 2.  | 29 de septiembre de 2018 | Tashkent              | Dura          | Margarita Gasparyan  | 2-6, 1-6         |
| 3.  | 31 de julio de 2022      | Praga                 | Dura          | Marie Bouzková       | 0-6, 3-6         |

### Dobles (3)
| Leyenda                                |
| -------------------------------------- |
| Grand Slam (0)                         |
| WTA Finals (0)                         |
| P. Mandatory & Premier 5, WTA 1000 (0) |
| Premier, WTA 500 (0)                   |
| International, WTA 250 (3)             |

| No. | Fecha               | Torneo                | Superficie    | Pareja         | Oponentes en la final                | Resultado |
| 1.  | 29 de julio de 2018 | Moscú (International) | Tierra batida | Vera Zvonareva | Alexandra Panova Galina Voskoboeva   | 6-0, 6-3  |
| 2.  | 21 de julio de 2019 | Lausana               | Tierra batida | Yana Sizikova  | Monique Adamczak Xinyun Han          | 6-2, 6-4  |
| 3.  | 31 de julio de 2022 | Praga                 | Dura          | Yana Sizikova  | Angelina Gabueva Anastasia Zakharova | 6-3, 6-4  |

#### Finalista (1)
| No. | Fecha                 | Torneo       | Superficie | Pareja        | Oponentes en la final          | Resultado        |
| 1.  | 19 de febrero de 2021 | Melbourne IV | Dura       | Anna Blinkova | Ankita Raina Kamilla Rakhimova | 6-2, 4-6, [7-10] |

## Vida personal
Desde finales de 2022 inicia una relación con el también jugador ruso Alexander Shevchenko, con el cual el 24 de septiembre de 2023 anunciaron su compromiso matrimonial, el matrimonio duro un año. En febrero de 2025 empezó a salir con el tenista Tallon Griekspoor 